# Теорія Лі
В математиці, дослідник Софус Лі ([ˈliː]) ініціював ряд досліджень, до яких входять інтегрування диференціальних рівнянь, перетворення груп, і дотичні сфер, що отримала назву теорії Лі. Наприклад, існує новий предмет Сферична геометрія Лі.
Основоположенням теорії Лі є експоненційне відображення, що співвідносить алгебри Лі з групами Лі і називається відповідністю груп Лі до алгебр Лі. Предмет є розділом диференціальної геометрії оскільки групи Лі є диференційованими многовидами.
Теорія Лі стала корисна в математичній фізиці оскільки вона описує важливі фізичні групи такі як групу Галілея, групу Лоренца і Групу Пуанкаре.